# Carmen Laffón

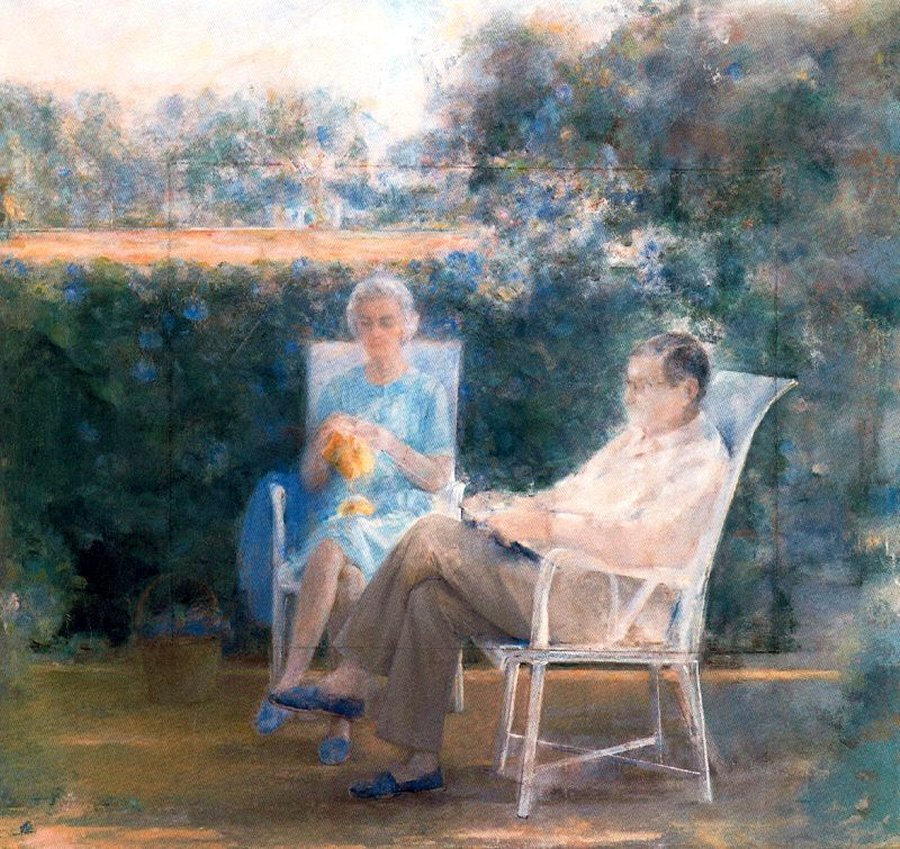
In Santa Adela. Meine Eltern im Garten, Carmen Laffón, 1978–1995.

Carmen Laffón de la Escosura (* 8. Oktober 1934 in Sevilla; † 7. November 2021 in Sanlúcar de Barrameda) war eine spanische Malerin und Bildhauerin. Sie wurde mit zahlreichen Preisen ausgezeichnet, darunter dem Großkreuz des Ordens von Alfons dem Weisen, dem Premio Nacional de Artes Plásticas und den Preis der Real Academia de Bellas Artes de San Fernando. 2013 wurde sie zur Hija Predilecta de Andalucía ernannt.

## Leben und Werk
Carmen Laffón war das Kind einer liberalen Familie. Ihre Eltern, die sich im Studentenwohnheim kennengelernt hatten, beschlossen, sie nicht zur Schule zu schicken, sondern sie zu Hause ausbilden zu lassen. Diese selten genutzte Option bot ihr die Möglichkeit, sehr früh mit der Malerei zu beginnen. Anleitung fand sie bei Manuel González Santos, einem Freund der Familie. Auf dessen Rat hin trat sie im Alter von 15 Jahren in die Kunstschule von Sevilla ein.
Drei Jahre später zog sie nach Madrid und schloss an der dortigen Kunstschule ihr Studium ab. Ihre Abschlussreise führte sie nach Paris, wo sie sich von den Werken Marc Chagalls beeindrucken ließ. Es folgte ein Stipendium in Rom. Reisen nach Wien und in die Niederlande waren weitere Stationen ihrer künstlerischen Fortbildung.
Nach Spanien zurückgekehrt, setzte sie 1956 ihre Malerei im Sommerhaus der Familie fort. Es liegt in La Jara, einem Ort bei Sanlúcar de Barrameda gegenüber dem Nationalpark Coto de Doñana. Der Ort sollte zum Mittelpunkt ihrer künstlerischen Tätigkeit werden. 1958 hatte sie ihre ersten beiden Einzelausstellungen, eine im Ateneo von Madrid und die andere im Club La Rábida in Sevilla. Von 1960 und 1962 lebte sie in Madrid. 1961 lernte sie Juana Mordó kennen, die ihr einen Vertrag mit der Galería Biosca anbot. Die Beziehung zu Juana Mordó sollte sich später fortsetzen, als sie ihre eigene Galerie eröffnete. Für Juana Mordó arbeiteten viele der wichtigsten spanischen Maler dieser Zeit. Carmen Laffóns Art zu malen unterscheidet sich stark von der Abstraktion, die bei ihren spanischen Kollegen in jener Zeit vorherrschte – auch bei denen, die mit Juana Mordó zusammenarbeiteten.
1962 kehrte sie nach Sevilla zurück, arbeitete jedoch weiter mit Juana Mordó zusammen. 1967 wandte sie sich der Lehre zu und gründete gemeinsam mit Teresa Duclós und José Soto die Schule El Taller. 1975 wurde sie auf den Lehrstuhl für Zeichnen an der Hochschule für Schöne Künste in Sevilla berufen. Diesen hielt sie bis 1981 inne. 1982 wurde sie mit dem Premio Nacional de Artes Plásticas ausgezeichnet.
1991 wurde sie Jury-Vorsitzende des Premio Durán für Malerei. 1998 wurde sie zum Mitglied der Real Academia de Bellas Artes de San Fernando ernannt. Ihre Antrittsrede im Januar 2000 hatte den Titel Visión de un paisaje. Darin thematisierte sie ihre Beziehung zu Sanlúcar de Barrameda und dem Coto de Doñana. Sie lebte teils in La Jara, teils in Sevilla und äußerte große Bewunderung für Mark Rothko.

«El Guadalquivir es el río de Sevilla, mi ciudad de nacimiento, que me lleva a Sanlúcar de Barrameda, mi otra ciudad, donde comencé a pintar y a soñar.»

„Der Guadalquivir ist der Fluss von Sevilla, meiner Geburtsstadt, der mich nach Sanlúcar de Barrameda trägt, meine andere Stadt, wo ich zu malen und zu träumen begann.“

Im Jahr 1992 fand im Museo Reina Sofía in Madrid eine umfassende Retrospektive ihres Werks statt. Ihr Werk umfasst Arbeiten in Kohle, Pastell und Öl. Sie malte und zeichnete Porträts, unter anderem das spanische Königspaar Juan Carlos I. und Sofía, Stillleben und Alltagsgegenstände. Besonders hoch geschätzt werden ihre Landschaften, insbesondere ihre Ansichten des Coto de Doñana.
2007 stellte sie in der Krypta der Abtei Santo Domingo de Silos ihr Werk La Viña aus, inspiriert von dem Weingarten in La Jara, den sie pflegte. Die Ausstellung umfasste ein Ölgemälde als Hommage an die Abtei, großformatige Zeichnungen der Landschaft des Weinbergs in La Jara und allgemein zu den Themen Weinberg und Weinlese. Eine Gipsskulptur, die später vom Museo Reina Sofía in Madrid erworben wurde, und achtzehn Bronzekörbe mit Bezug zur Weinlese komplettierten die Ausstellung.

## Museen mit Werken von Carmen Laffón
- Banco de España[15]
- Banco Santander[16]
- Museo de Arte Abstracto de Cuenca[16]
- Colección Arte del Siglo XX. Donación Eusebio Sempere. Alicante[17]
- Fundación Juan March[18]
- Museo Nacional Centro de Arte Reina Sofía[19]
- Fundación Aena[16]
- Caja de Burgos[16]
- Fundación Casa de la Moneda. Madrid[16]
- MUICO. Museo Colecciones ICO, Madrid[16]
- Centro Andaluz de Arte Contemporáneo. Sevilla[16]

## Ausstellungen (Auswahl)
- Ateneo de Madrid 1957[7]
- Club La Rábida Madrid 1958[20]
- Sala Biosca Madrid, 1961 und 1963[21][22]
- Galería La Pasarela Sevilla 1966[23]
- Galería Juana Mordó Madrid 1967[22]
- Galería Egam. Madrid, 1971[20]
- Galería Juana de Aizpuru Sevilla 1978[24]
- Galérie Jacobs. París 1978[20]
- Galería Maese Nicolás León 1980[20]
- Museo Nacional Reina Sofía 1992[12]
- Fundación Focus Exposición retrospectiva 1995[20]
- Carmen Laffón. En torno a una medalla. Museo Casa de la Moneda, 2000[20]
- Doce artistas, Museo del Prado 2007[25]
- Real jardín botánico, Madrid 2021[26]

## Auszeichnungen (Auswahl)
- Großkreuz des Orden Alfons X. des Weisen
- 1982, Premio Nacional de Artes Plásticas[6]
- 1999, Goldene Verdienstmedaille für Schöne Künste[6]
- 2013, Hija Predilecta de Andalucía[6]
- Premio Manuel Clavero
- Premio Tomás Francisco Prieto der Fundación Casa de la Moneda[1]

## Bibliografie
- Carmen Laffón: Esculturas, Pinturas, Dibujos (ISBN 84-96008-20-7)
- Catálogo de la Exposición Galería Biosca 1961 José Bergamín.
- Naturaleza y Naturalismo en el Arte Español. MNCARS 1967. F. Calvo Serraller.
- Las dos orillas. Jacobo Cortines Catálogo Exposición Mapfre 1992
- Carmen Laffón en Maese Nicolás Antonio Gamoneda 1990
- Carmen Laffón. José Hierro 1971
- Arte Figurativo Español en la Colección del Banco Hispano. José Corredor Matheos.